# Casa Ferreira de Azevedo

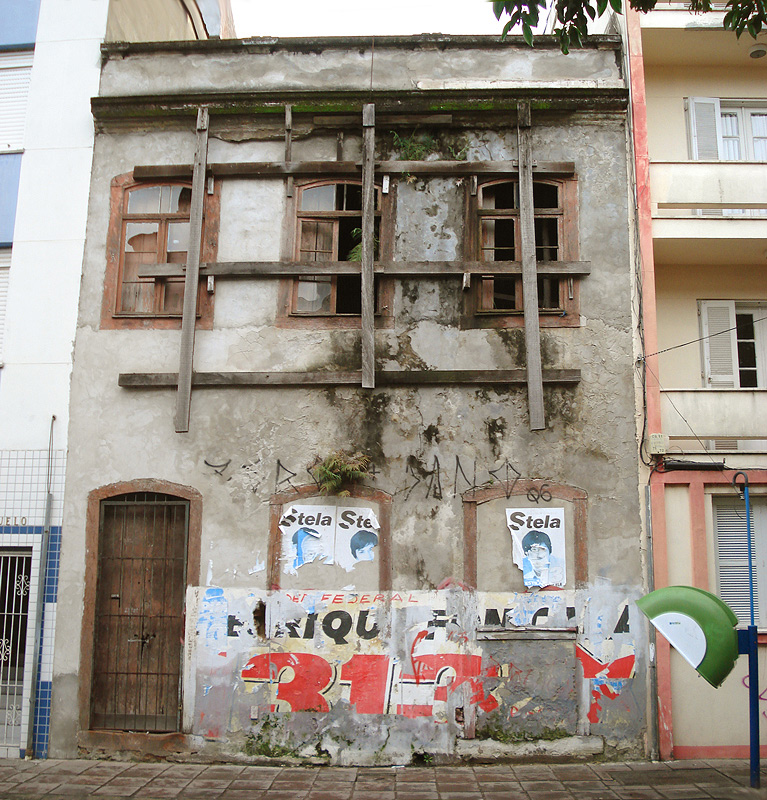
Casa Ferreira de Azevedo

A Casa Ferreira de Azevedo é um prédio histórico de Porto Alegre, no Brasil, localizado à rua Riachuelo 645.
A primeira menção a este prédio é encontrada no Arquivo Municipal, onde consta como de propriedade de Firmina Ignácia Soeiro a partir de 1893 até 1899. Entretanto, por suas características estruturais e arquitetônicas, deve ser de construção bem anterior. 
Em 1899 o Comendador João Batista Ferreira de Azevedo adquiriu o imóvel. Este personagem foi destacado comerciante na cidade, um dos fundadores da firma Azevedo, Bento & Cia, em 1856 e do Banco da Província, em 1858. Com sua morte a casa passou aos seus herdeiros, permanecendo em posse familiar até 2007. Em 1946 foi instalada ali uma pensão.
Em 1977, através da lei 4317, o prédio foi considerado "de valor histórico e cultural e de expressiva tradição na cidade de Porto Alegre", mas o então proprietário, Dr. Júlio Zancani de Azevedo, solicitou sua exclusão da lei para poder demoli-lo e construir um edifício moderno, o que foi indeferido pela Prefeitura. Desde então foi entregue à própria sorte, não recebendo mais nenhum tipo de conservação pela família, e atualmente se encontra em avançado processo de degradação, tendo sua fachada escorada pelo Município para não desabar. Quase nada resta de seu interior.
Sua estrutura é tipicamente colonial, com fachada no alinhamento e paredes laterais nos limites do terreno. O térreo mostra uma porta única à esquerda e duas janelas à direita, e o segundo pavimento tem três janelas, alinhadas com as aberturas inferiores. Uma soleira residual sob a janela direita no andar térreo sugere que esta abertura era originalmente uma porta, configurando, junto com a presença de um grande aposento de frente, o possível uso como estabelecimento comercial, sendo o piso superior destinado à residência.
A casa é importante por ser um dos poucos remanescentes em seu estilo e com sua técnica construtiva em Porto Alegre, sendo todas as paredes de tijolos assentados com argamassa de barro, e preservando ainda as aberturas de arco abatido com esquadrias com cercadura e caixilhos de madeira. A platibanda e cornija foram acrescentadas posteriormente, antes o telhado desaguava diretamente sobre a rua.
No dia 9 de novembro de 2016, o Município de Porto Alegre celebrou contrato com a empresa Elo Instaladora (JM dos Santos Instaladora ME) para a recuperação do imóvel com prazo de conclusão em 3 de março de 2017.